# Leonardo Cuéllar
Leonardo Cuéllar Rivera (Ciudad de México, México, 14 de enero de 1954) es un exfutbolista mexicano. Jugó inicialmente como extremo izquierdo y luego de centrocampista, siendo su primer equipo el Club Universidad Nacional. Con los Pumas llegó a sustituir en esa posición para la temporada 1972-1973 a otro histórico como el "Gansito" Aarón Padilla Gutiérrez. Posteriormente jugó para el San Diego Sockers, Atletas Campesinos de Querétaro y San Jose Earthquakes. Era apodado inicialmente como "El Tucán", pero posteriormente el famoso locutor Ángel Fernández lo nombró "El León de la Metro" en referencia a su abundante cabellera rizada.
Recientemente fue cesado como entrenador de la Selección femenina de fútbol de México. Su cabellera marcó la década de 1970, junto al "Potrillo" Manuel Nájera, Rigoberto Cisneros, Olaf Heredia y Mario Medina.

## Selección nacional
Participó en los Juegos Olímpicos en Munich, Alemania en 1972 con la selección mexicana de fútbol teniendo como compañeros a Manuel Manzo, José Luis Trejo, Juan Manuel Álvarez, Jesús Rico, entre otros. Fue convocado a la Selección nacional de fútbol de México de 1973 a 1981.

### Participaciones en Juegos Olímpicos
| Torneo                   | Sede   | Resultado    |
| ------------------------ | ------ | ------------ |
| Juegos Olímpicos de 1972 | Múnich | Segunda fase |

### Participaciones en Copas del Mundo
| Mundial                        | Sede      | Resultado    |
| ------------------------------ | --------- | ------------ |
| Copa Mundial de Fútbol de 1978 | Argentina | Primera fase |

## Clubes
| Club                 | País           | Año     |
| -------------------- | -------------- | ------- |
| Pumas UNAM           | México         | 1972-79 |
| San Diego Sockers    | Estados Unidos | 1979-81 |
| Atletas Campesinos   | México         | 1981-82 |
| San Jose Earthquakes | Estados Unidos | 1983-85 |

## Palmarés

### Como jugador
| Título               | Equipo               | País   | Año     |
| -------------------- | -------------------- | ------ | ------- |
| Copa México          | Universidad Nacional | México | 1974-75 |
| Campeón de Campeones | Universidad Nacional | México | 1974-75 |
| Primera División     | Universidad Nacional | México | 1976-77 |

### Como entrenador de fútbol femenil
| Título           | Club    | País   | Año  |
| ---------------- | ------- | ------ | ---- |
| Primera División | América | México | 2018 |

## Vida personal
Tiene un hijo, Christopher Cuéllar, quien fue entrenador de la selección femenina de México de 2019 a 2021.

## En los medios
Es mencionado en un capítulo de El Chavo del 8 cuando Quico y El Chavo discuten quien es Cuéllar antes de jugar a los penalties.